# Пасьяново
Пасьяново — село в Шатковском районе Нижегородской области. Входит в состав Красноборского сельсовета.
Село располагается на левом берегу реки Тёши.
Церковь в настоящее время восстанавливается.
В селе имеется действующий Дом культуры, проходят занятия с детьми и подростками.
В селе расположено отделение Почты России, в настоящее время отделение не работает и расформировано (индекс 607712).
Население: 210 человек. 